# 关东厅地方法院旧址
关东厅地方法院旧址位于中华人民共和国辽宁省大连市西岗区人民广场2号，即广场北半部的西侧。该建筑兴建于1930年代，已列为大连市文物保护单位。

## 保护
1993年3月10日，关东厅地方法院旧址公布为第三批大连市文物保护单位。